# Naruto: Clash of Ninja
Naruto: Clash of Ninja (NARUTO -ナルト- 激闘忍者大戦! Naruto: Gekitō Ninja Taisen?, lit. «Naruto: Gran Batalla Ninja») es un videojuego de peleas en 3D hecho con gráficos de estilo sombreado plano desarrollado por Eighting y publicado por D3 Publisher y Takara. El juego está basado en la popular serie de manga y anime creada por el mangaka Masashi Kishimoto, y es además la primera entrega de la serie de videojuegos titulada Naruto: Clash of Ninja. En el juego, los jugadores eligen a dos personajes para ponerlos a luchar entre sí; estos están basados en la serie de Naruto y pueden utilizar tanto ataques básicos como técnicas especiales para derrotar al oponente en uno de los diferentes modos de juego. Clash of Ninja fue lanzado originalmente en Japón del 19 de diciembre de 2002, y fue publicado con posterioridad en Estados Unidos el 17 de noviembre de 2005. Como dato adicional, cabe señalar que los actores de voz en la versión inglesa del juego son los mismos que interpretan a los personajes en la versión del anime en dicho país. La opinión crítica sobre el juego ha sido mixta, puesto que muchos editores elogiaron el sistema de combate calificándolo como «sencillo y fácil de aprender», mientras que otros críticos fustigaron dicho sistema además de la falta de un contenido desbloqueable significativo.

## Modo de juego

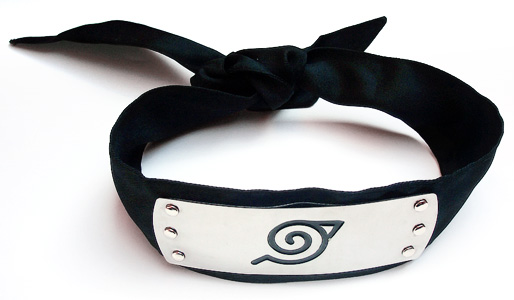
En Clash of Ninja, el argumento sigue el mismo desenlace que la serie original tanto del manga como del anime; a su vez, aparecen la gran mayoría de los personajes principales de la trama.

A través del juego, el jugador controla uno de los pocos personajes basados directamente sobre sus contrapartes del manga y anime Naruto. Clash of Ninja forma parte de los juegos de género de peleas. El jugador elige a un personaje para combatir contra otro jugador, o bien, contra la propia inteligencia artificial de la consola, dependiendo del modo en el que el jugador se encuentre. El objetivo del juego, es reducir hasta cero los puntos de salud del oponente utilizando ataques básicos o técnicas especiales únicas que cada personaje —llamados jutsus (術 lit. Destreza?)— derivadas de las habilidades utilizadas en la serie de Naruto. Por ejemplo, Naruto Uzumaki es capaz de usar su icónica Kage Bunshin no Jutsu (影分身の術 lit. Técnica de clones de sombra?), mientras que Rock Lee utiliza muchas variantes de su técnica Renge (蓮華 lit. Loto?). Para usar estas habilidades, los personajes poseen una barra de chakra, la cual se agota una vez que el jugador ejecuta una de estas técnicas, aunque se va recargando en el transcurso de la pelea. En numerosas opciones de juego, el jugador puede escoger diferentes modalidades de juego, como el modo historia o versus. El argumento de Clash of Ninja sigue los mismos acontecimientos del manga como del anime, mientras que en el modo multijugador se incluye la posibilidad de elegir a dos personajes para que luchen entre sí.

## Desarrollo
La versión original japonesa de Clash of Ninja, además de ser la primera entrega de la serie Clash of Ninja, fue desarrollada por D3 Publisher y Takara, y fue publicado el 19 de diciembre de 2002. El 27 de octubre de 2005, se confirmó que Clash of Ninja junto con su secuela, Clash of Ninja 2, saldrían al mismo tiempo a la venta durante noviembre de 2005 para Estados Unidos. El juego incluye un total de diez personajes extraídos de la saga del País de las Olas, y otros más a partir de la saga de los exámenes Chūnin dentro del anime. Masato Toyoshima, uno de los ejecutivos de Eighting, sostuvo que el juego fue diseñado para adaptarse a tanto para las audiencias casuales como a las hardcore. La única diferencia notable entre las versiones hechas por Eighting entre la variante inglesa y su contraparte japonesa fue el hecho de que los actores de voz en la versión para América eran los mismos que se contrataron para el anime en Estados Unidos. Toyoshima declaró que el equipo de desarrollo estuvo especialmente «satisfecho de que [ellos] fueran capaces de cumplir con el objetivo» de crear gráficos de estilo sombreado plano para que encajaran estrechamente con las escenas de acción que se muestran tanto en el manga como en el anime de Naruto.

## Recepción
Clash of Ninja ha recibido opiniones mixtas por parte de diversos medios especializados. Metacritic, un sitio web encargado de compilar diferentes puntuaciones de otros sitios, le dio una «calificación universal» de 72 reseñas sobre 100. Sin embargo, la revista japonesa Famitsu le otorgó una puntuación de 31 sobre 40.
El sistema de juego mostrado a lo largo del título fue objeto de múltiples críticas, tanto positivas como negativas. IGN elogió el sistema de batalla y lo calificó como «bien balanceado, increíblemente rápido, a pesar de que da un montón de diversión». Sin embargo, el sitio GameSpot ofreció una crítica aún más negativa, ya que ridiculizó las diferentes opciones de juego de manera que los condenó como «gravemente aburridos y bastante predecibles». De igual forma, el sitio web criticó la escasa diferencia entre los diferentes personajes respecto a su repertorio de ataques y de sus distintos estilos de combate. Asimismo comentó que la caracterización de los actores de voz en este título fue como tener «que oír uno de los peores ejemplos de estereotipos en el mundo de la actuación de voz», y además señaló que el juego carece de la opción para desbloquear diferentes objetos y demás incentivos como personajes para poder seguir jugando.
Sin embargo, los gráficos en sombreado plano junto con el audio, recibieron críticas positivas por parte de los revisores, por lo que GameSpot elogió al juego por sus «animaciones tersas y de aspecto poderoso», y exaltó asimismo cuán «poderoso es el efecto sonoro además de su impulsiva banda sonora» lo que contribuye a que el juego se sienta bien a rasgos generales. IGN también comentó que los gráficos fueron «un poco simples». GameSpy señaló que «[el juego] se las arregló para deslumbrar en el departamento de diseño visual», haciendo hincapié en cómo fue hecha la variedad gráfica para ser «fluida y precisa, ya que nunca reduce su velocidad de reproducción, lo que evita que se vea distorsionada».
El programa de televisión X-Play del canal G4, le dio a Clash of Ninja dos estrellas de las cinco posibles a obtener, pues lo regañó por ser «uno de los más flojos y sobresimplificados motores gráficos jamás utilizados en algún juego de peleas en 3D», además de «ridículamente sencillo». De igual manera, criticó la falta de argumento presentado en el modo historia, además del escaso uso de cortes de escena y de objetos desbloqueables. También consideró a los gráficos como «poco impresionantes», y criticó el no tener un uso significativo de animación y escenas cinemáticas, a la vez que observó el hecho de que los gráficos «siguen el mismo estilo a lo largo de todo el juego».GameSpy comentó sobre lo anterior, y señaló que «considerando el atractivo de la fuente original, [el juego] es verdaderamente una decepción».
El juego se vendió bien en Estados Unidos, para luego formar parte de la línea de productos de Nintendo titulada Player's Choice, reduciendo así su precio para ofrecerlo al por menor por una cantidad de 19.99 USD, por lo que logró vender más de 250 000 copias.